# Шефер, Мартин
Мартин Михаэль Шефер (порт. Martin Michael Schaefer; род. 18 октября 1989, Сан-Паулу) — бразильский регбист, выступающий на позиции центра. Участник летних Олимпийских игр 2016 года.

## Биография
Регби занялся в возрасте 15 лет в клубе «Боророс». Начинал карьеру в клубе «Риу-Бранку», позже уехал играть в Италию за «Мантую» в Серии Б, где отыграл три года (два матча провёл на взрослом уровне). В 2011 году вернулся в Бразилию в «Риу-Бранку». В 2016 году представлял клуб «Сан-Паулу Атлетик». 
13 декабря 2011 года провёл дебютную игру за сборную Бразилии по регби-15 в Дубае против команды ОАЭ. Последнюю игру провёл 27 февраля 2016 года в Сан-Паулу против США: в 16 играх набрал 5 очков благодаря одной попытке. В сезонах 2014/2015 и 2015/2016 привлекался в сборную Бразилии на этапы Мировой серии по регби-7, сыграл 23 матча и набрал 5 очков благодаря одной попытке. В 2016 году был включён в заявку сборной Бразилии на домашнюю Олимпиаду в Рио-де-Жанейро. На Олимпиаде сыграл пять матчей, не отметился набранными очками и занял 12-е место со сборной, которая проиграла все матчи.